# Rob Harper
Rob Harper (...) è un musicista britannico.
È noto ai fan dei Clash per aver suonato la batteria con la celebre band inglese durante il controverso "Anarchy Tour", nel dicembre 1976. Tuttavia, dopo un concerto nel capodanno 1977, Rob Harper venne allontanato dalla band, la quale lo rimpiazzò prima con Terry Chimes e successivamente con Topper Headon. 

Pare che a causare l'allontanamento di Harper dai Clash sia stato il suo maggior numero di anni rispetto agli altri componenti del gruppo e la sua difficoltà ad adattarsi alla disciplina imposta ai Clash dal loro manager, Bernie Rhodes.